# Kazimierzów (gmina Wola Krzysztoporska)
Kazimierzów – nieistniejąca już kolonia w Polsce, w województwie łódzkim, w powiecie piotrkowskim, w gminie Wola Krzysztoporska. Miejscowość została zniesiona 1 stycznia 2013.
W latach 1975–1998 miejscowość należała administracyjnie do województwa piotrkowskiego.